# Hieracium acutellum
Hieracium acutellum es una especie de planta con flor del género Hieracium, de la familia Asteraceae, orden Asterales.

## Distribución
Hieracium acutellum se distribuye por Suecia y Noruega.

## Taxonomía
Fue descrita científicamente por (Zahn) Johanss. Fue publicada en Ark. Bot. 21A(15): 53 (1928).